# Солёное (озеро, Жамбылский район)
Солёное (каз. Солёное) — солёное озеро в Жамбылском районе Северо-Казахстанской области Казахстана. Находится в 16 км к западу от села Сенжарка и в 4,5 км к юго-востоку от села Богатое.
По данным топографической съёмки 1940-х годов, площадь поверхности озера составляет 5,69 км². Наибольшая длина озера — 3,1 км, наибольшая ширина — 2,4 км. Длина береговой линии составляет 9,1 км, развитие береговой линии — 1,07. Озеро расположено на высоте 137,5 м над уровнем моря.
По данным исследований второй половины 1950-х годов, площадь поверхности озера составляет 6 км². Наибольшая длина озера — 3 км, наибольшая ширина — 2,4 км. Длина береговой линии составляет 8 км.
Озеро входит в перечень рыбохозяйственных водоёмов местного значения.